# Кхеташ-Корта
Кхеташ-Корта (чечен. Кхеташ-Корта)  — горная вершина в Ножай-Юртовском районе Чеченской Республики. Некогда на возвышенности собирался "Совет Страны" — Мехк-кхел.
Высота над уровнем моря составляет 910.7 метров.

## География
Ближайшие населённые пункты: Центарой, Курчали и Белгатой.

## История
Во время восстания под предводительством Алибек-Хаджи Алдамова на возвышенности произошло сражение чеченцев с царскими войсками.
Историческая область Чечни Ичкерия (Нахч-Мохк) составлял своеобразную федерацию «вольных обществ». Скрепляющим единство края факторами было наличие единого адата-свода неписаных законов и авторитетного регионального органа - Мехк-кхел (Совет, Суд страны) периодически собиравшегося на горе Кхеташ-Корта (Гора собрания) у селения Цонтарой.